# بیچ بلنکت بینگو
بیچ بلنکت بینگو (انگلیسی: Beach Blanket Bingo) فیلمی به کارگردانی ویلیام اشر است که در سال ۱۹۶۵ منتشر شد. از بازیگران آن می‌توان به فرانکی آوالون و آنت فونیچلو اشاره کرد.